# سمیع الله خان (ورزشکار)
سمیع الله خان (انگلیسی: Samiullah Khan; ۶ سپتامبر ۱۹۵۱) بازیکن هاکی روی چمن اهل پاکستان بود.

## حرفه
او در دهه 1970 و 1980 به عنوان وینگر چپ برای کشورش بازی کرد. 
او نقش مهمی در مدال برنز پاکستان در بازی‌های المپیک تابستانی 1976 مونترال و کسب طلا در بازی‌های آسیایی بانکوک در سال 1978 و هند در سال 1982 داشت. او نایب کاپیتان تیم هاکی پاکستان بود که در جام جهانی بمبئی هند قهرمان شد. در سال 1982 و کاپیتان تیمی بود که در بازی های آسیایی دهلی در همان سال با شکست 7-1 هند قهرمان شد. کنترل توپ قابل توجه او با سرعت بسیار زیاد ترکیبی نادر و کشنده بود که در هاکی دیده می شود. او با دویدن های هیجان انگیز، جاخالی دادن بدن و جهش های بزرگ خود می توانست حریفان خود را شکست داده و پیشی گیرد و به هر دفاعی نفوذ کند تا گل بزند یا برای هم تیمی هایش موقعیت های گلزنی ایجاد کند. 
برادرش کلیم الله خان نیز برای تیم ملی هاکی روی چمن پاکستان بازی می کرد. سمیع الله در سال 1982 زمانی که کاپیتان تیم پاکستان بود از هاکی بین المللی بازنشسته شد. سمیع الله خان بعداً تیم هاکی پاکستان را مدیریت کرد و در سال 2005 کنار رفت. 
سمیع الله همچنین برادرزاده مطیع الله است که در المپیک 1960 رم در تیم هاکی پاکستان برنده طلا بود. [ نیازمند منبع ]

## جوایز و تقدیرات
- جایزه افتخار عملکرد در سال 1983 توسط رئیس جمهور پاکستان
- جایزه ستاره امتیاز (ستاره برتر) توسط رئیس جمهور پاکستان در سال 2014